# Bistum Cerreto Sannita-Telese-Sant’Agata de’ Goti
Das Bistum Cerreto Sannita-Telese-Sant’Agata de’ Goti (lateinisch Dioecesis Cerretana-Thelesina-Sanctae Agathae Gothorum, italienisch Diocesi di Cerreto Sannita-Telese-Sant’Agata de’ Goti) ist eine Diözese der römisch-katholischen Kirche in Italien mit Sitz in Cerreto Sannita.
Es wurde bereits im 5. Jahrhundert als Bistum Telese o Cerreto Sannita begründet. Das Bistum ist Teil der Kirchenprovinz Benevent. Am 30. September 1986 entstand durch die Vereinigung der bis dahin selbständigen Bistümer Telese e Cerreto Sannita und Sant’Agata de’ Goti das heutige Bistum Cerreto Sannita-Telese-Sant’Agata de’ Goti.